# لیرجت ۲۵
لیرجت ۲۵ (به انگلیسی: Learjet 25) یک هواگرد ساختِ کارخانهٔ لیرجت در کشور ایالات متحده آمریکا است که در سال ۱۹۶۶–۱۹۸۲ ساخته شد. نخستین استفاده‌کنندهٔ این هواگرد نیروی هوایی بولیوی بوده‌است. این هواگرد برای نخستین بار در ۱۲ اوت ۱۹۶۶ میلادی مورد استفاده قرار گرفت.